# Josef Mařatka
Josef Mařatka, křtěný Josef Vilém (21. května 1874 Praha-Nové Město – 20. dubna 1937 Praha-Břevnov) byl český sochař.

## Život

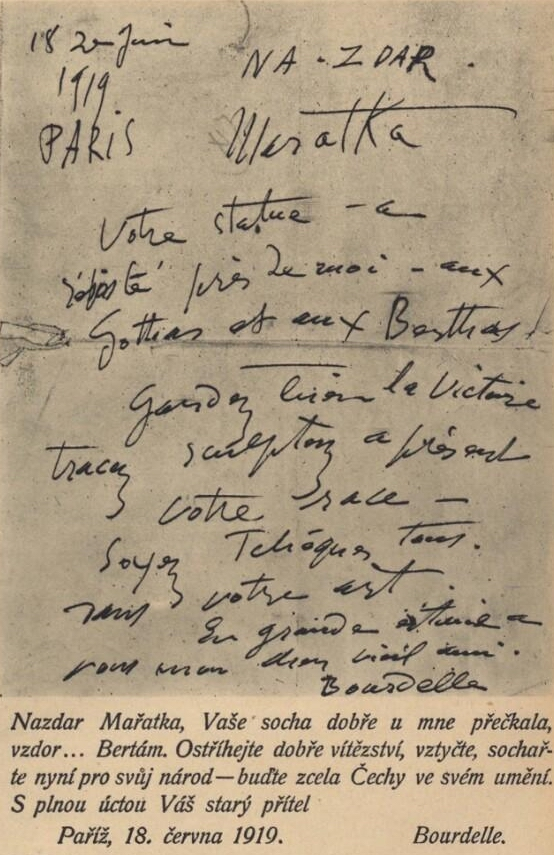
Dopis Antoina Bourdella Josefu Mařatkovi, 1919

Josef Mařatka se narodil v rodině obuvníka Viléma Mařatky a jeho manželky Anny, rozené Metznerové, jako starší ze dvou synů (bratr Vilém se narodil v roce 1876). Rod Mařatků pocházel z Vysokého nad Jizerou v Podkrkonoší, ale rodiče Josefa Mařatky se přestěhovali do Prahy a jejich syn se narodil v ulici Žitná 564/14 v Praze, kde bydlel také Antonín Dvořák nebo malíř Jaroslav Věšín. V letech 1889–1896 studoval na Uměleckoprůmyslové škole u Celdy Kloučka, následně pak, do roku 1899, u Josefa Václava Myslbeka, se kterým přešel do nově zřízeného ateliéru sochařství na pražské Akademii výtvarných umění. V roce 1900 získal za sochu Ledaři na Vltavě Hlávkovo stipendium a odjel do Paříže, kde do roku 1904 pracoval v ateliéru Auguste Rodina jako jeho asistent. V roce 1902 uspořádal v Praze výstavu jeho díla. V letech 1908–1909 opět pobýval v Paříži a se Stanislavem Suchardou podnikl studijní cestu po francouzských katedrálách.
V roce 1909 zorganizoval v Praze výstavu Antoina Bourdella, která významně ovlivnila vývoj sochařství v Čechách. V roce 1912 byl na studijní cestě v Itálii. Za 1. světové války během vojenské služby zhotovil několik portrétů generálů. Další studijní cesty do Francie a Itálie podnikl v letech 1924, 1926, 1930.
Od roku 1920 působil jako profesor na Uměleckoprůmyslové škole v Praze. Byl členem SVU Mánes, České akademie věd a umění a roku 1920 jmenován řádným členem Société des Beaux Arts v Paříži.
Byl pochován na Olšanských hřbitovech (VI. hřbitov, oddělení 7a, hrob 52).

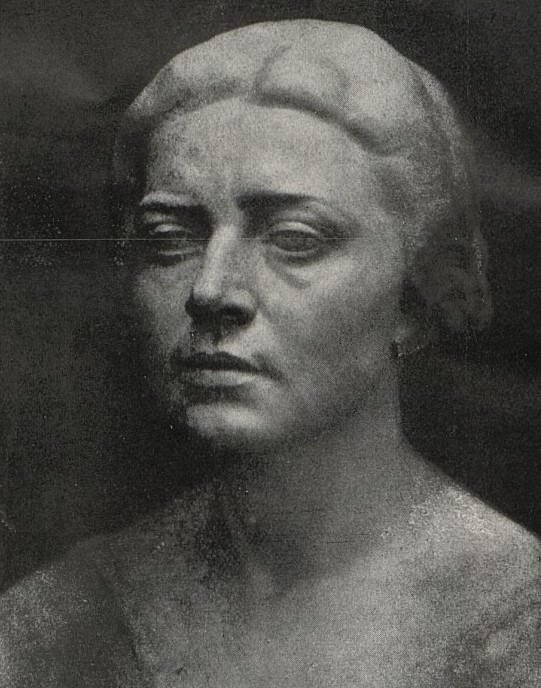
Josef Mařatka: Portrét manželky Zdeňky (repro Salon, 1924)

### Rodinný život
Dne 22. června 1912 se na Královských Vinohradech oženil se Zdeňkou Procházkovou (1890–1980).
Jeho synem byl lékař, internista a gastroenterolog, univerzitní profesor Prof. MUDr. Zdeněk Mařatka, DrSc., a vnuky jsou MUDr. Tomáš Mařatka, lékař kardiolog, Dora M. Brodie M.D., lékařka gastroenteroložka žijící v USA, Apolena Mařatková, MUDr. Irena Závadová, lékařka internistka a Kryštof Mařatka, hudební skladatel žijící ve Francii.

## Dílo
Ve svých prvních pracích se snažil reagovat na počínající expresionismus, pod Rodinovým vlivem se začal orientovat na secesní symbolismus. K jeho nejvýznamnějším dílům, která vznikla v Rodinově ateliéru, patří Opuštěná Ariadna (1903). Tato socha s obrysově uzavřenou formou a volným středem významně ovlivnila další vývoj sochařství v Čechách. V letech 1902–1904 Mařatka kreslil a modeloval pomník letce Santose-Dumonta pro Buenos Aires, který se přes své kvality nikdy nedočkal realizace.
Později se nechal silně ovlivňovat Bourdellem, po válce navazoval na myslbekovskou tradici monumentálního sochařství. Ve 20. letech se vyrovnával i s tendencemi sociálního a neoklasicistního umění a vytvořil některé plastiky pro fasády veřejných budov (Dělnická úrazová pojišťovna, Praha 7). V letech 1905–1907 spolupracoval se Stanislavem Suchardou na Pomníku Františka Palackého, pro který modeloval skupiny figur na čele podkovovitých zakončení. Spolupracoval také se sochařem Josefem Mauderem a modeloval některé sochy na Šalounově pomníku Mistra Jana Husa.
V letech 1921–1926 vytvořil celkem třináct portrétů a pomníků prezidenta T. G. Masaryka (1926, San Francisco). Je autorem figur na pomníku Praha svým vítězným synům na náměstí Pod Emauzy v Praze.

### Známá díla (výběr)
- 1900 Ledaři na Vltavě
- 1900 Pařížský zedník
- 1903 Tlustá žena
- 1903 Opuštěná Ariadna
- 1909–1910 Jaro
- 1910 Inteligence, Karlín, Praha 8 (další verze po r. 1918, na hrobě rodiny Kapsových na Ústředním hřbitově v Plzni)
- 1911–1913 Drama, Hudba, Obecní dům v Praze
- 1911–1913 sousoší Vytrvalost a Síla, nadživotní postavy Skromnost a Ušlechtilost, Nová radnice v Praze
- 1914 portréty pražských radních, Hlávkův most
- 1914 Pomník Josefa Hlávky, původně určen pro Hlávkův most, kopie z r. 1994 byla umístěna na nádvoří Hlávkových domů ve Vodičkově 17, Praha 1
- 1914 portréty Antonína Dvořáka, Antonína Slavíčka, Hany Kvapilové
- 1918 Raněný Čechoslovák
- 1919 Vzpomínka
- 1921 Polibek (Hradčany), Petřínské sady
- 1925 Bubnující legionář (jindy uváděn pod názvem Teď, anebo nikdy!), pomník obětem 1. světové války, Ústí nad Orlicí [9] [10]
- 1928 Postavy pracujících pro budovu Dělnické úrazové pojišťovny v Praze
- 1929 sochy pro Ministerstvo železnic
- 1930–1931 Pomník padlým, Bělá pod Bezdězem
- 1930 Pomník Mistra Jana Husa, Chrudim
- 1927–1932 Praha svým vítězným synům, bronzové sousoší na žulovém podstavci kolem žulového obelisku B. Hübschmanna; Praha 2, náměstí Pod Emauzy (sousoší zničeno nacisty, podle sádrového modelu z Muzea hl. m. Prahy bylo znovu odlito, realizace Kateřina Amortová), osazeno 28. října 1998.[11]
- 1932 Busta Miroslava Tyrše pro Panteon Národního muzea v Praze; bronz

## Galerie

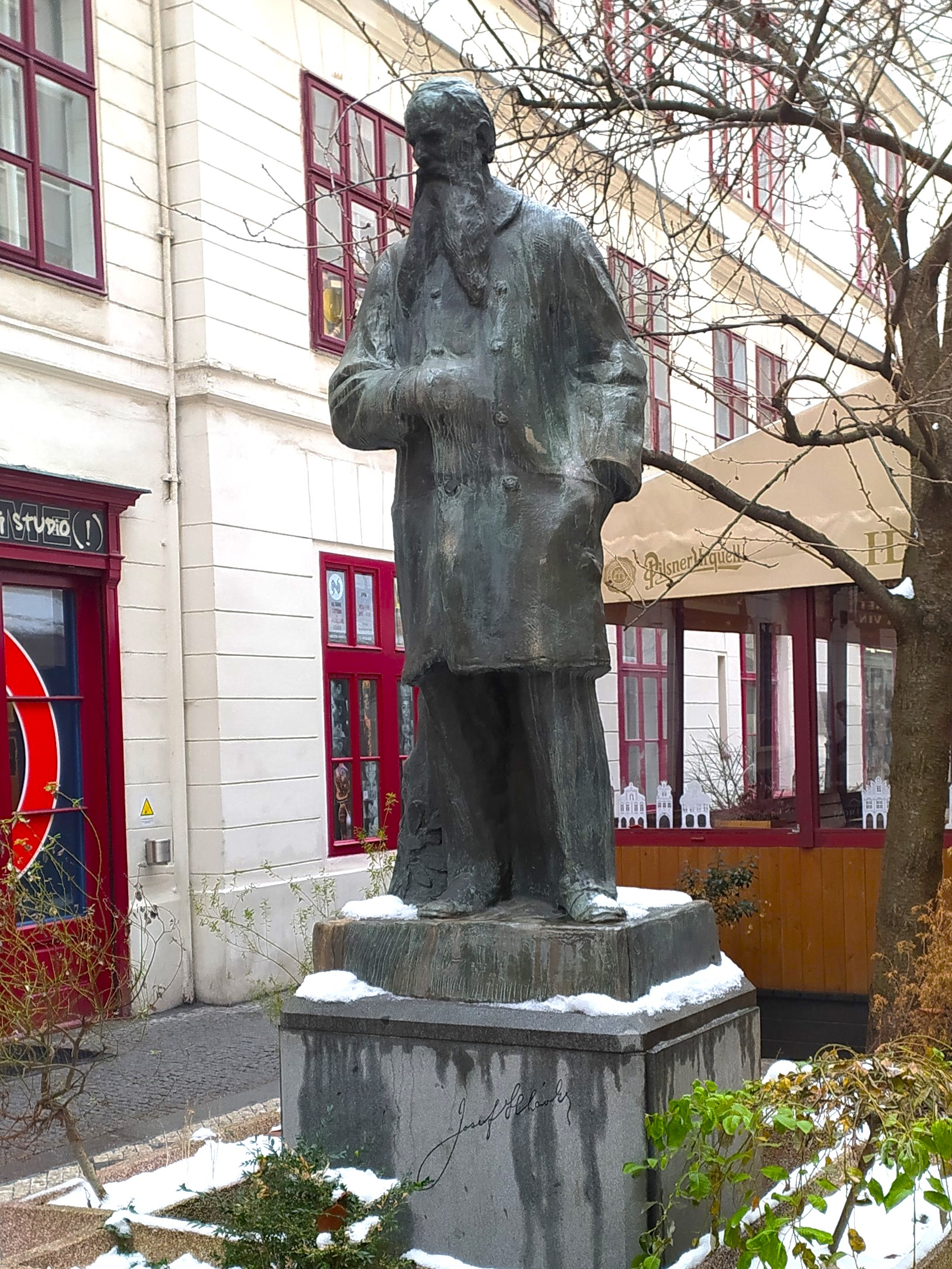
Pomník Josefa Hlávky (1914), Praha
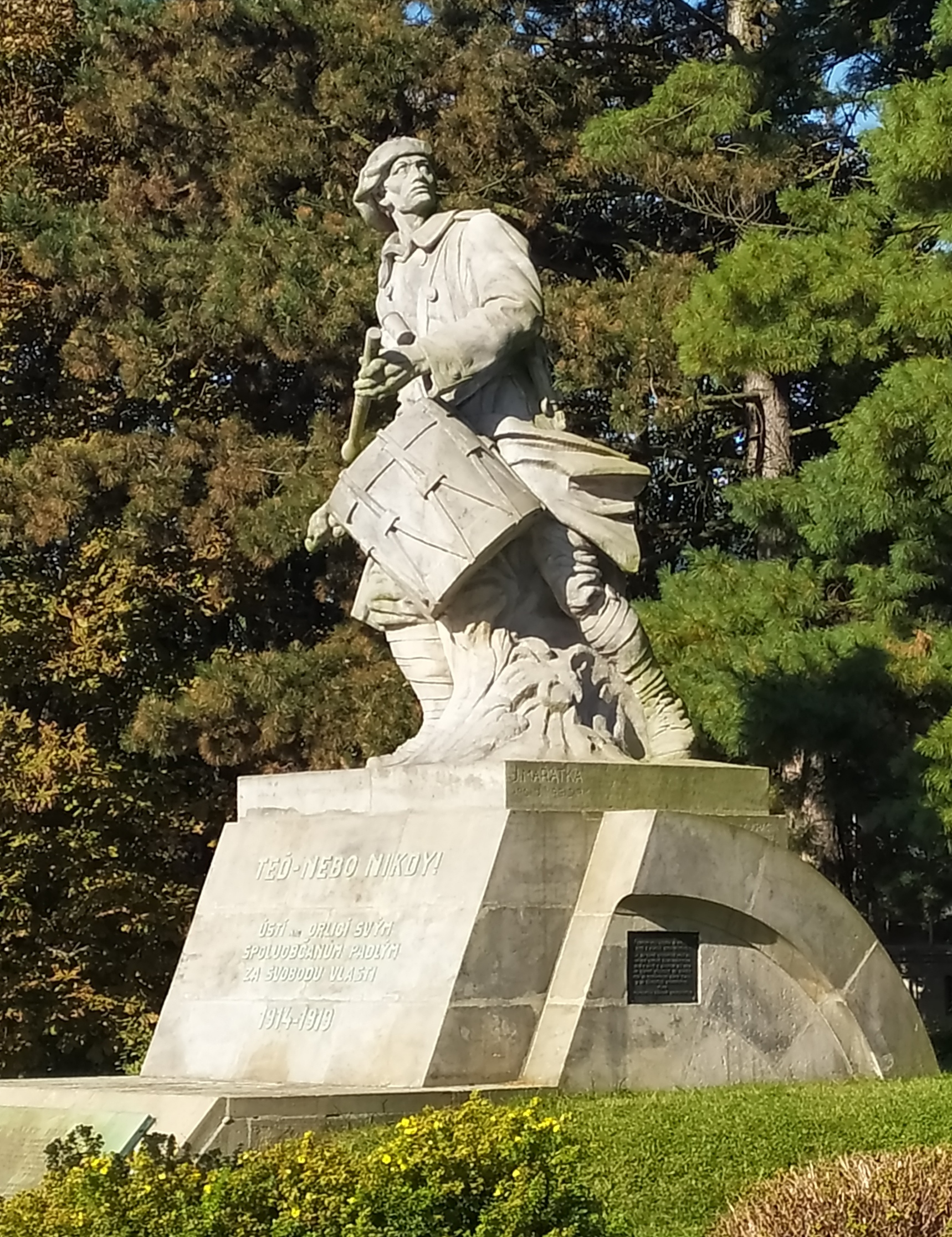
Bubnující legionář (1925), Ústí nad Orlicí
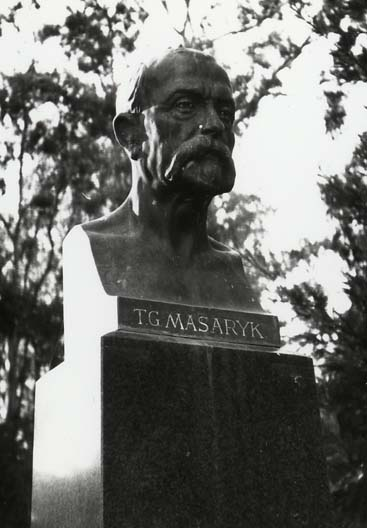
T. G. Masaryk, San Francisco (1926)
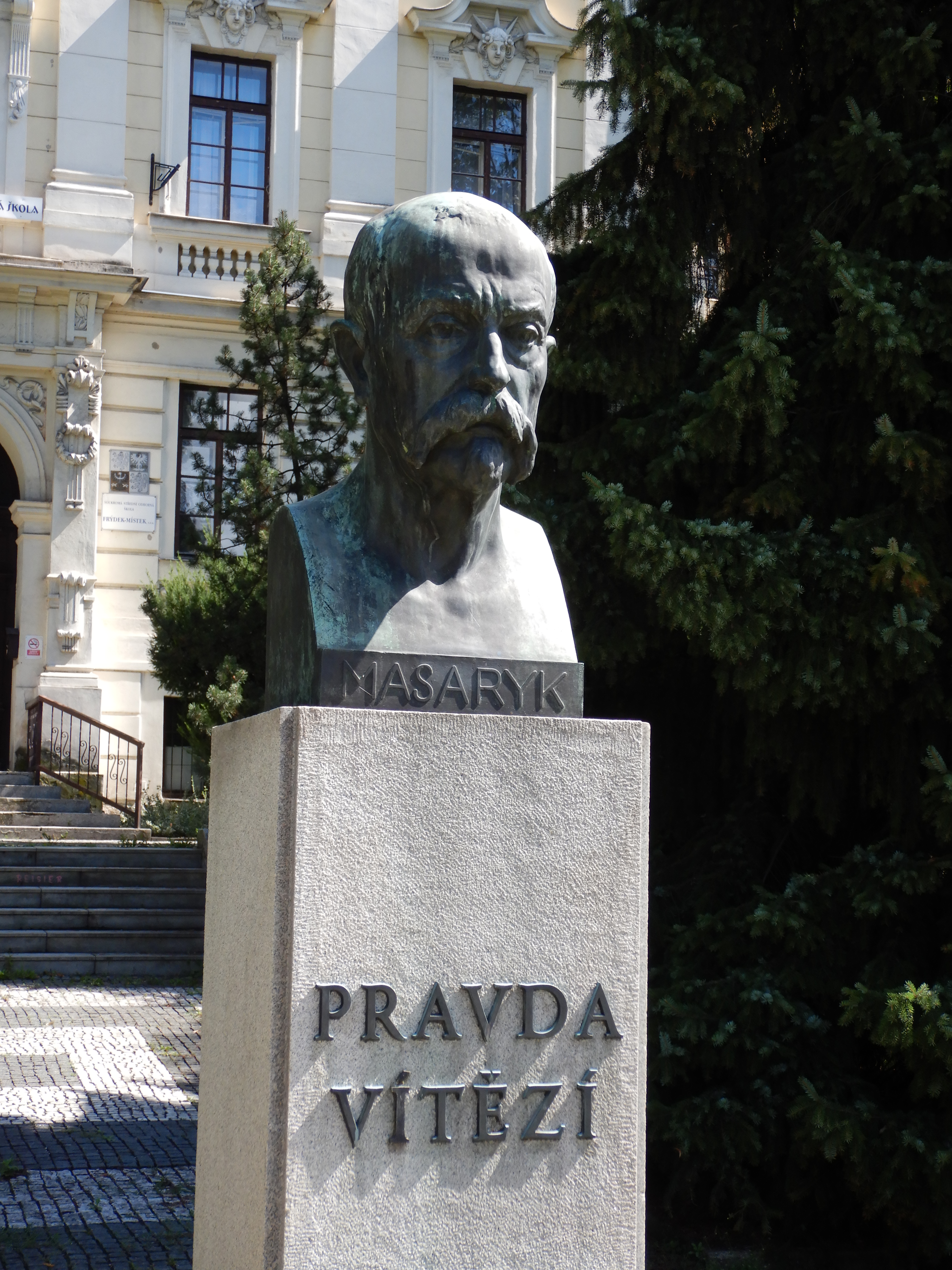
busta TGM ve Frýdku
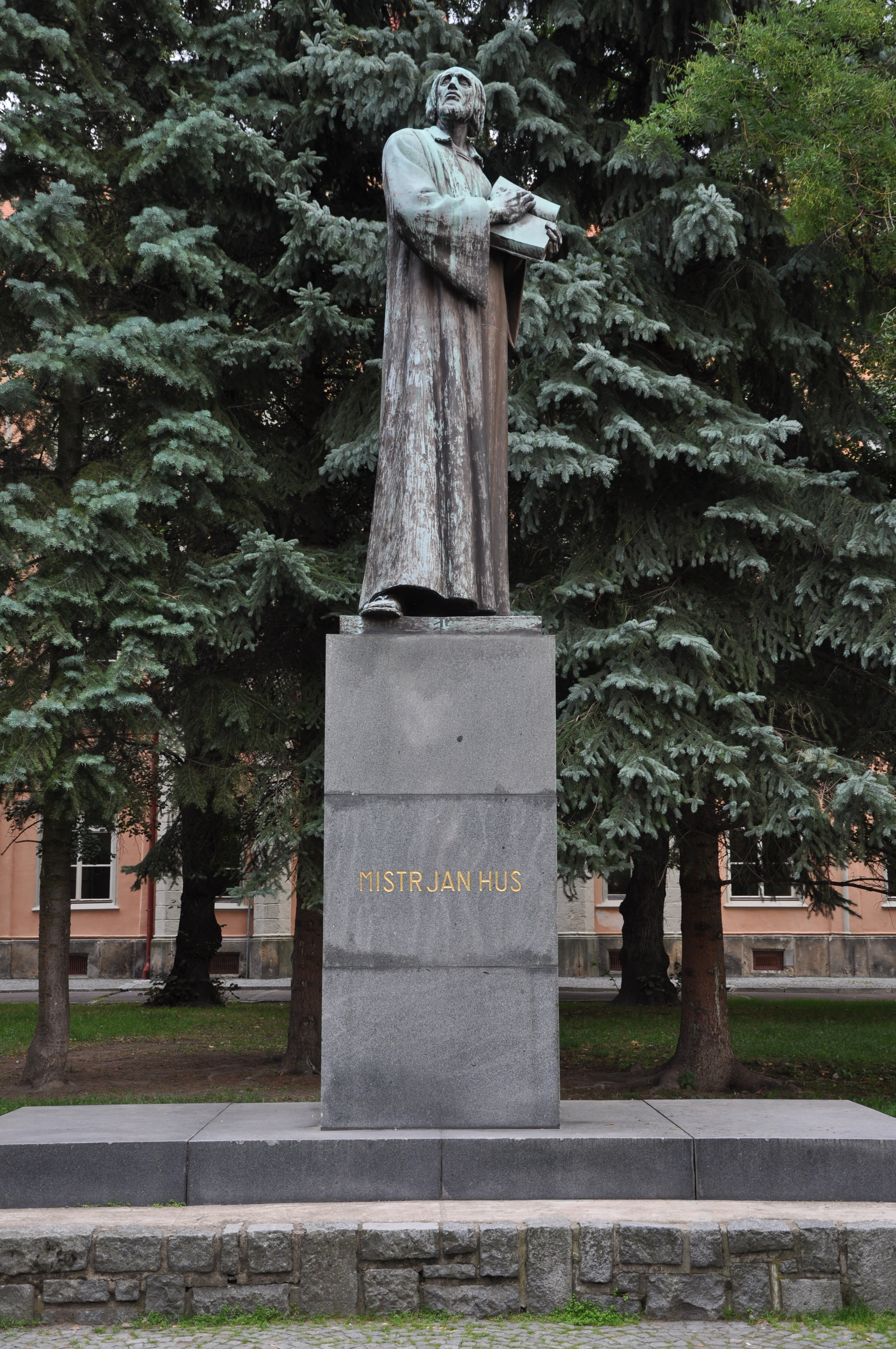
Jan Hus, Chrudim (1930)
Pomník Praha svým vítězným hrdinům (1932)Pomník Praha svým vítězným hrdinům (1932)
Pomník Praha svým vítězným hrdinůmPomník Praha svým vítězným hrdinům
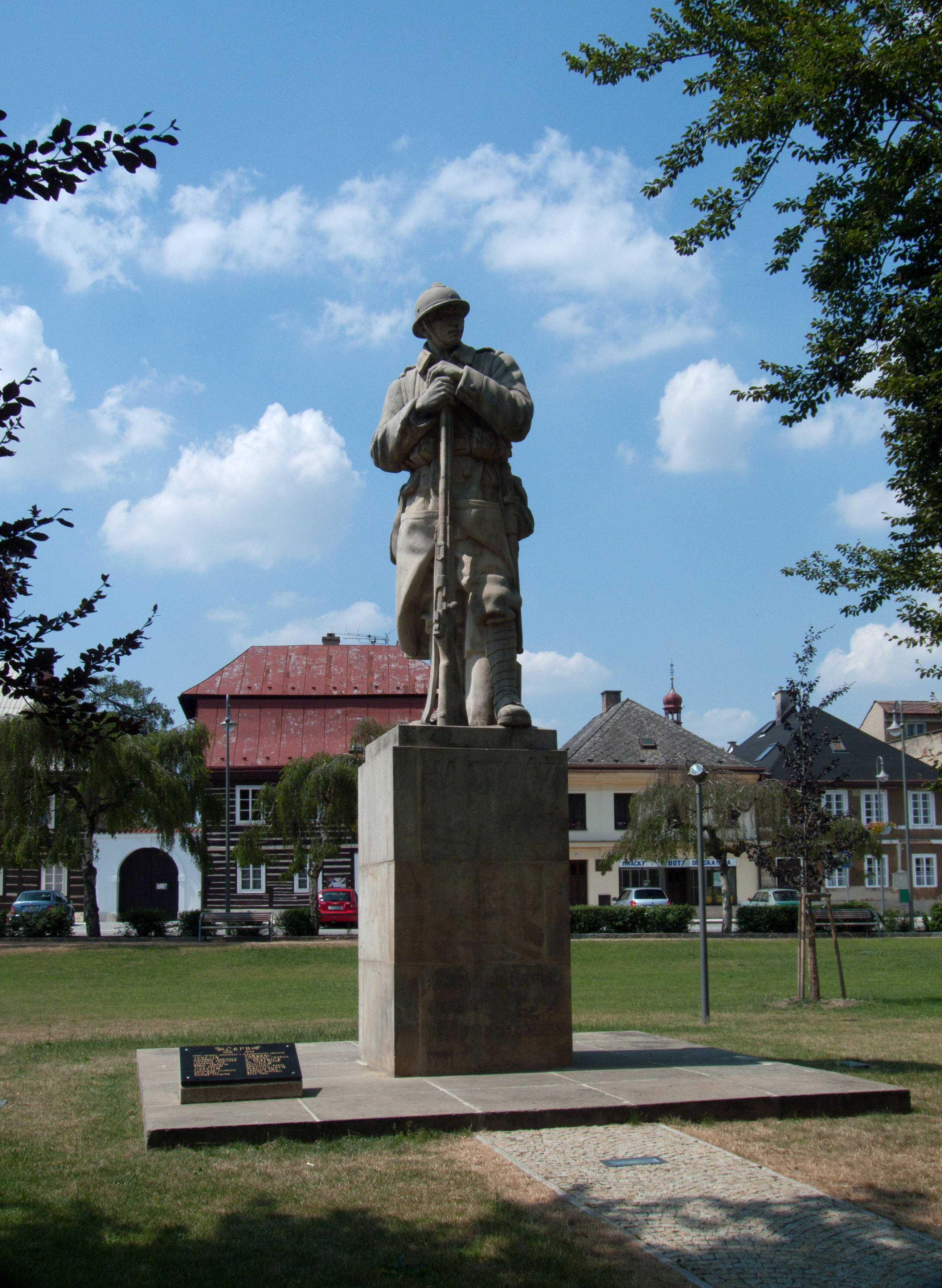
Na stráž, Bělá pod Bezdězem (1930–⁠31)
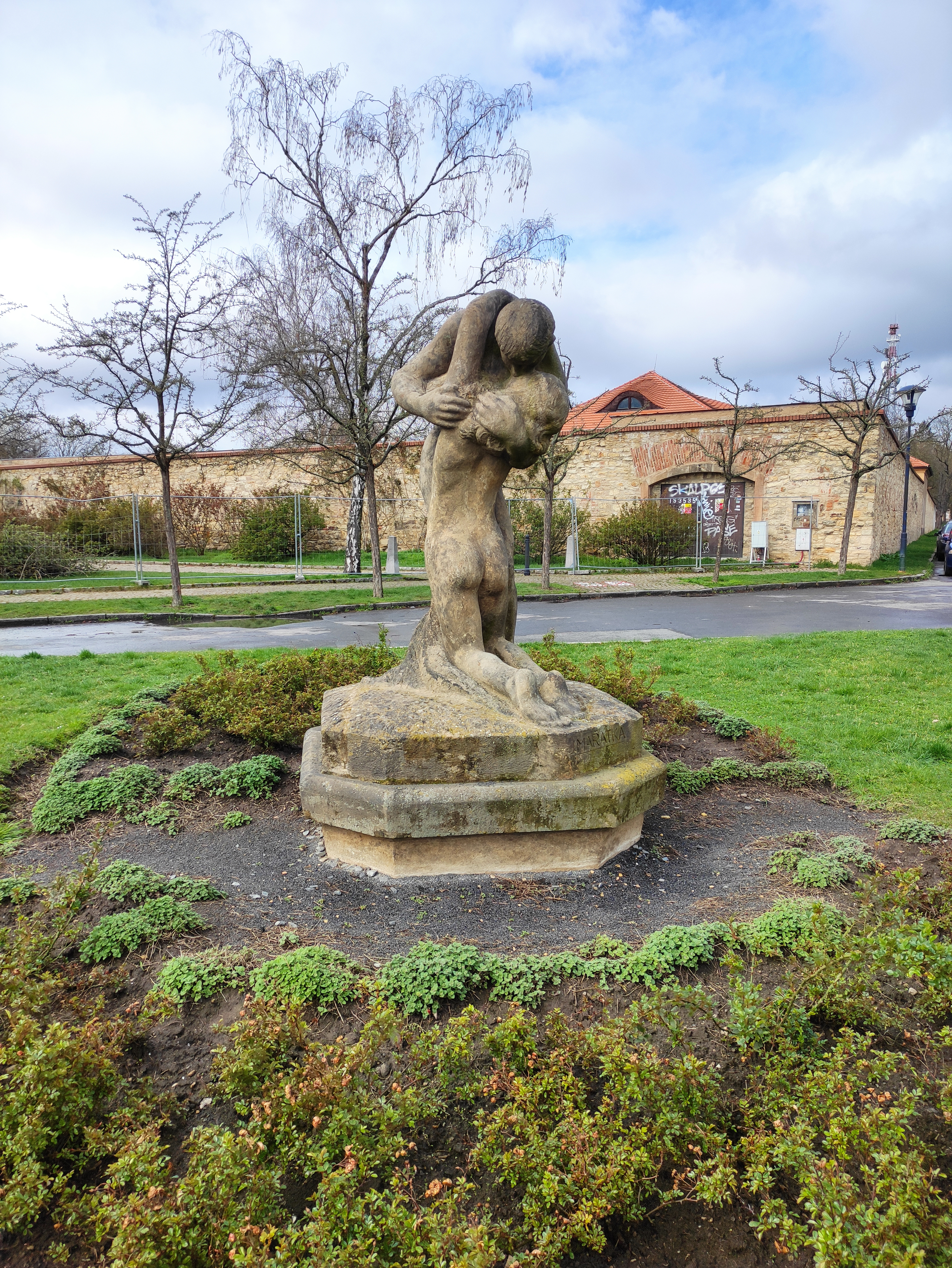
Polibek, Petřín, Hradčany v Praze
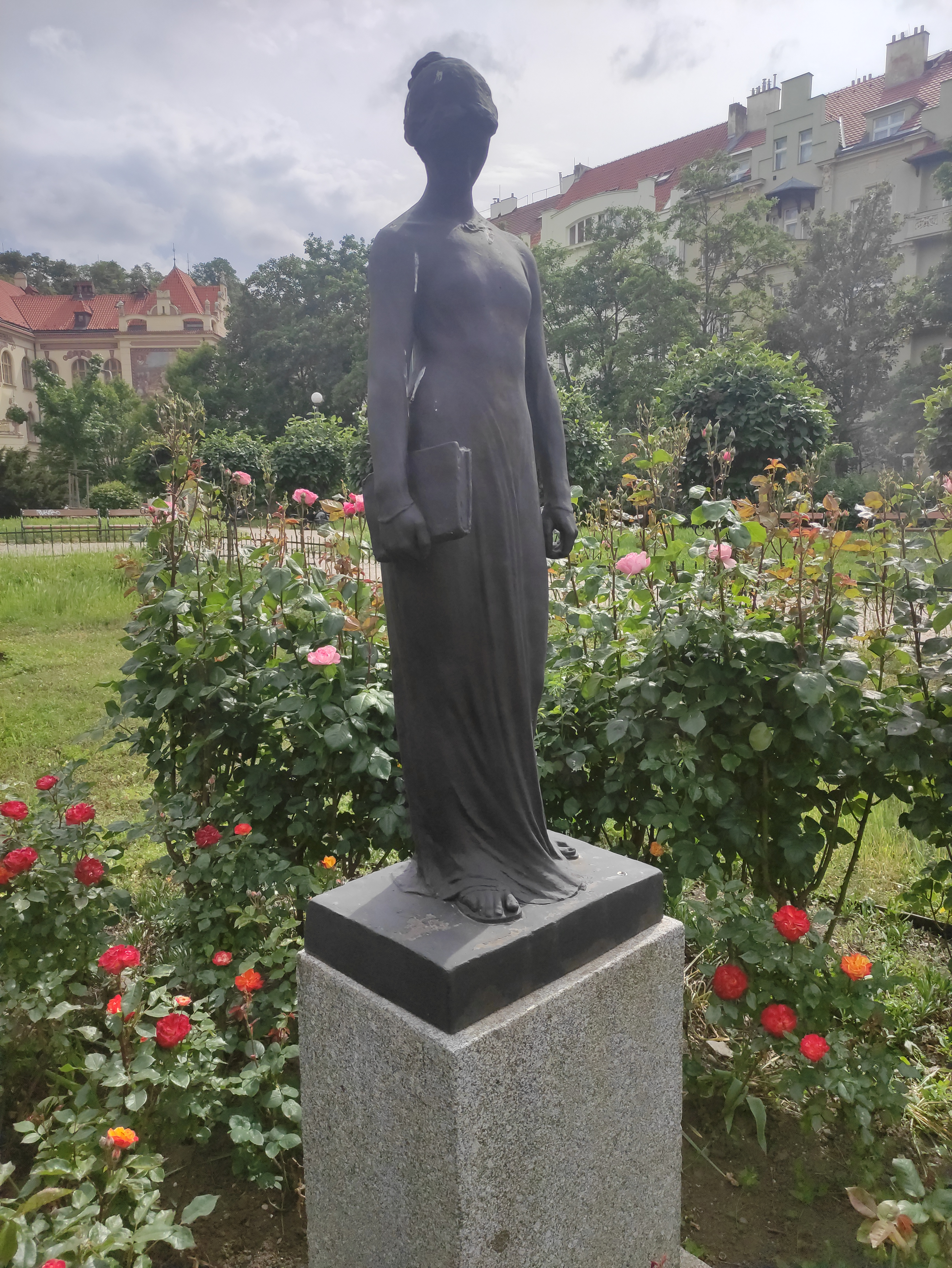
Inteligence, Karlín, Praha